# Gert Pettersson
Gert Allan Pettersson, född 16 januari 1953 i Högalids församling, Stockholm, är en före detta svensk orienterare som blev världsmästare i stafett 1976. Han har blivit svensk mästare tre gånger, 1976 på långdistans, och 1977 i natt samt i stafett. 1977 tog han dessutom brons i stafett vid de nordiska mästerskapen.